# پاچیخا
پاچیخا (به لاتین: Pachikha) یک منطقهٔ مسکونی در روسیه است که در استان آرخانگلسک واقع شده‌است.